# 埃纳尔·林德奎斯特
埃纳尔·林德奎斯特（瑞典語：Einar Lindqvist，1895年5月31日—1972年4月26日），瑞典男子冰球运动员，场上位置是前锋。他曾代表瑞典国家队参加1920年夏季奥林匹克运动会冰球比赛，获得第4名。